# 蒲帽山
蒲帽山，位于中华人民共和国浙江省东北部舟山群岛崎岖列岛中的一座岛屿，隶属于浙江省嵊泗县洋山镇管辖。蒲帽山地处大山塘岛西南200米处，长295米，宽180米，海岸线长880米，陆地面积0.053平方千米，原地貌最高点海拔52.0米。2002年以后，蒲帽山作为建设洋山深水港的石料基地被开发，岛上地貌基本夷为平地。